# Sankt Johannes kyrka, Lemland
Sankt Johannes kyrka är en kyrka i Lemböte i Lemlands kommun på Åland byggd 1974. Kyrkan ritades och byggdes av byggnadsingenjör Johannes Söderholm. Kyrkan, som invigdes av biskop John Vikström i oktober 1974, ligger vid Lemböte lägergård och ägs av Mariehamns församling.